# Столбов, Валерий Сергеевич
Валерий Сергеевич Столбов (10 августа 1913, Вятка — 5 августа 1991, Москва) — советский переводчик и литературовед-испанист.

## Биография
Родился в семье учителя. В 1932—1934 работал наборщиком в ленинградской типографии. Писал стихи, печатался в типографской многотиражке. Поступил на западное отделение филологического факультета ЛГУ.
В мае 1938 добровольцем отправился в Испанию. Служил военным переводчиком в танковой бригаде, участвовал в боях. Вернувшись в Ленинград, с отличием окончил ЛГУ. Год работал в Сыктывкарском пединституте. С началом войны добровольцем ушел на фронт. Был курсантом, затем преподавателем в военном училище, в 1942—1945 — в действующей армии на Ленинградском фронте. Командовал взводом минометчиков, после ранения и контузии служил военным переводчиком. Окончил войну старшим лейтенантом, был награждён двумя орденами «Красная звезда», медалями «За отвагу», «За боевые заслуги», «За оборону Ленинграда», «За победу над фашистской Германией» и др.
С 1945 служил референтом Бюро переводов в Генеральном штабе Вооруженных сил СССР. Начал переводить испаноязычную поэзию, печатать переводы. Демобилизовался лишь в 1959.
С 1960 по 1974 заведовал редакцией литератур Латинской Америки, Испании и Португалии в издательстве «Художественная литература» в Москве, последние пять лет был также заместителем главного редактора по зарубежным литературам.
Член Союза писателей СССР (1973).
В 1974 формально вышел на пенсию, но продолжал участвовать в работе редакции и переводить до самой кончины: последней его (не опубликованной доныне) работой был полный перевод книги Антонио Мачадо «Хуан де Майрена. Изречения, шутки, замечания и воспоминания апокрифического профессора».

## Организаторская деятельность
Под руководством В. С. Столбова в 1960-х — первой половине 1970-х годов развернулась интенсивная работа по переводу, комментированию, изданию литератур испанского и португальского языка, было создано несколько издательских серий («Библиотека латиноамериканской поэзии» и др.). В. С. Столбов привлек к работе в редакции как уже известных в то время мастеров (Б. Слуцкий, О. Савич, Р. Линцер, Н. Трауберг, Э. Брагинская, Е. Лысенко, Л. Синянская), так и молодежь. По его инициативе и при его поддержке в книгах издательства были опубликованы переводы А. Гелескула, А. Якобсона, К. Азадовского, Г. Шмакова, Н. Малиновской, Б. Дубина, Н. Ванханен и многих других. В. С. Столбов был одним из первых, кто опубликовал переводы вернувшегося из лагерей Ю. Даниэля (Т. Готье, "Избранные произведения, том. 1, 1972) под псевдонимом Ю. Петров. В работе над сборником испанской поэтессы Анхелы Фигеры Аймерич (Ángela Figuera Aymerich) принимал участие Иосиф Бродский. По просьбе Бродского и вопреки предостережению начальства В. С. Столбов предоставил ему справку о том, что с ним был заключен издательский договор — эта справка была единственной, которую Бродский смог предъявить на суде, где обвинялся в тунеядстве (сборник Аймерич «Жестокая красота» с переводами Бродского вышел из печати в 1968).

## Работа переводчика, составителя, комментатора
Столбов переводил стихи А. Мачадо, Х. Марти, Л. Сернуды, Дамасо Алонсо, Леона Фелипе, П. Неруды, А. Гонсалеса и др. Составитель книг избранного Р. Дарио, Х. Марти, С. Вальехо, двухтомника избранных произведений Т. Готье, нескольких антологий испанской и латиноамериканской поэзии (в том числе — тома «Поэзия Латинской Америки» в «Библиотеке Всемирной литературы», 1975). Автор сборника статей о писателях Латинской Америки «Пути и жизни» (1985). Его наиболее известная, прославленная переводческая работа — перевод романа Г. Гарсиа Маркеса «Сто лет одиночества» в соавторстве с женой, Ниной Бутыриной (1970, с некоторыми цензурными купюрами, позднее восстановленными). Они же вместе перевели роман Александра Дюма «Графиня де Монсоро» (1978). Оба перевода многократно переиздавались.